# محمد هاشم كمالي
محمد هاشم كمالي (مواليد 7 فبراير 1944) عالم أفغاني إسلامي وأستاذ سابق في القانون في الجامعة الإسلامية العالمية بماليزيا. كان يدرس الإسلامي القانون والاجتهاد القضائي بين عامي 1985 و 2004.  وقد أطلق عليه لقب «المؤلف الحي الأكثر قراءة على نطاق واسع في الشريعة الإسلامية باللغة الإنجليزية». 

## التعليم
حصل كمالي درجة البكالوريوس من جامعة كابول وأكمل شهادة الماجستير في القانون المقارن من كلية لندن للاقتصاد والعلوم السياسية، ودكتوراه في القانون الإسلامي والشرق الأوسط في جامعة لندن، 1969-1976. 

## حياته الأكاديمية
عمل محمد هاشم كمالي أستاذاً للشريعة الإسلامية والفقه في الجامعة الإسلامية العالمية بماليزيا، وعميد المعهد الدولي للفكر والحضارة الإسلامية (ISTAC) من 1985 إلى 2007. 

## المنشورات
- حرية التعبير في الإسلام (1994)
- مبادئ الفقه الإسلامي (طبع ، بيتالينغ جايا ، 1999).
- القانون التجاري الإسلامي (كامبريدج: جمعية النصوص الإسلامية ، 2000)
- كتاب دراسات الحديث (مؤسسة إسلامية ، بريطانيا ، 2005).
- مقدمة للشريعة (منشورات ون وورلد ، أكسفورد 2008)
- الشريعة الإسلامية: مقدمة (Viva Books 2009)
- «الدستورية في البلدان الإسلامية: منظور معاصر للشريعة الإسلامية» في: الدستورية في البلدان الإسلامية: بين الاضطراب والاستمرارية (محرران. Rainer Grote and Tilmann Röder ، مطبعة جامعة أكسفورد ، أكسفورد / نيويورك 2011)
- الاعتدال والتوازن في الإسلام: المبدأ الوسيط القرآني ( مطبعة جامعة أكسفورد ، أكسفورد / نيويورك ، 2010).
- الطريق الوسطية للاعتدال في الإسلام: المبدأ الوسيطية للوسطية (مطبعة جامعة أكسفورد ، أكسفورد / نيويورك ، 2015).